# 高津 (八千代市)
高津（たかつ）は、千葉県八千代市西部の地名である。元々の読み方は「たかづ」である。この記事では高津東（たかつひがし）についても記述する。丁が設置されているのは高津東で、1～4丁目まである。

## 地理
八千代台の地理と戦後の歴史は八千代台を参照。
八千代市南西部全域を占める地名である。そのうち南部の高津新田は戦後消滅し「八千代台」という新地名になった。台地で起伏が多く、町内を高津川とその支流が流れている。また習志野駐屯地習志野演習場の八千代市側も高津に位置する。市街地としては高津団地が目立つ。

### 地価
住宅地の地価は、2014年（平成26年）1月1日の公示地価によれば、高津字三助後390番89の地点で9万7100円/m2となっている。

## 歴史
この地域は遺跡が少なく、古代はあまり目立った歩みがない。ちなみに「高津」は高津村によるもので、左大臣藤原時平の娘である高津姫がこの地に移住したことが由来である。村内には、高津姫を祀る高津比咩神社が存在する。また、高津姫が大切にしていたと伝わる十一面観音菩薩像が高津観音寺に安置されていたが、江戸中期に起きた火事で消失してしまったという。

### 原始・古代
高津には旧石器時代から古墳時代にかけての遺跡としては高津新山遺跡という貝塚遺跡がある。それ以外の遺跡はなく、ほとんどが奥深い樹林地であった。

### 中世
この地域は中世は萱田郷（萱田神保御厨）に属していたと考えられている。中世の館としては町内に高津館跡が存在する。この館跡の北東に妙見社があり、千葉氏の崇拝場所であることから臼井氏・千葉氏系の領主が鎌倉時代あるいは室町時代のころから営んでいたとされる。また、この館跡の近くにある高津新山遺跡では中世の集落も見られる。また、本地は、度々合戦の舞台となったらしく、複数の人骨と刀などが出土されている。

### 近世
この地は高津村となった他、1676年（延宝4年）の検地により高津新田という村ができた。高津新田は現在の八千代台東1～6丁目、八千代台南1～3丁目、八千代台西1～4丁目と8～10丁目、八千代台北1～4丁目と8～13丁目にあたる。高津地域は三浦氏による佐倉藩の他、旗本である間宮氏の知行地となった。当時の石高は高津村が約230石、高津新田が約30石程度。高津新田は二度の新田開発により村高や反別が増えたが、下畑・下々畑・林畑といった生産性の低い土地が大半である。また幕府牧である小金牧のうちの下野牧にこの地域が相当する。間宮家代々の墓は高津観音寺にある。

### 近代
市制・町制が敷かれて以降、1884年（明治17年）に周辺の村と合併し千葉郡大和田村となった。当時の人口は高津村が532人、高津新田が235人である。
関東大震災の際は、高津事件が発生した。供養のための慰霊碑が高津観音寺に建っている。
1943年（昭和18年）の頃には高津新田の山林一帯に陸軍飛行場建設(現在も演習場内に実際に存在する)が噂された。

## 世帯数と人口
2017年（平成29年）10月31日現在の世帯数と人口は以下の通りである。

### 高津
| 大字・街区     | 世帯数    | 人口     |
| -------------- | --------- | -------- |
| 高津           | 3,456世帯 | 8,242人  |
| 高津団地１街区 | 570世帯   | 1,052人  |
| 高津団地２街区 | 779世帯   | 1,435人  |
| 高津団地３街区 | 859世帯   | 1,676人  |
| 高津団地５街区 | 622世帯   | 1,183人  |
| 高津団地６街区 | 426世帯   | 831人    |
| 高津団地７街区 | 789世帯   | 1,369人  |
| 計             | 7,501世帯 | 15,788人 |

### 高津東
| 丁目         | 世帯数  | 人口    |
| ------------ | ------- | ------- |
| 高津東一丁目 | 125世帯 | 253人   |
| 高津東二丁目 | 107世帯 | 248人   |
| 高津東三丁目 | 249世帯 | 656人   |
| 高津東四丁目 | 335世帯 | 842人   |
| 計           | 816世帯 | 1,999人 |

## 小・中学校の学区
市立小・中学校に通う場合、学区は以下の通りとなる。

### 高津
| 大字・街区     | 番地 | 小学校                   | 中学校                 |
| -------------- | --- | ------------------------ | ---------------------- |
| 高津           | 827～856番地、858～879番地 | 八千代市立西高津小学校   | 八千代市立高津中学校   |
| 高津           | 272番地、695番地3～696番地、880～934番地 992番地2～3 | 八千代市立高津小学校     | 八千代市立高津中学校   |
| 高津           | 262番地、264番地、267番地、274番地 275～281番地、282番地2、288番地～299番地1 299番地3～5・9～15・18〜20・102～105 299番地113～116・126～129、491番地3 498番地1、499～659番地、661番地～661番地1 661番地4～6、662～674番地 676番地～695番地2、698番地、739～820番地 935番地3～992番地1、992番地4〜1139番地 1147～1187番地、1303～1360番地 1367～1372番地、1377～1382番地 1387～1391番地、1392～1449番地 | 八千代市立高津小学校     | 八千代市立東高津中学校 |
| 高津           | 1140～1146番地、1188～1275番地 | 八千代市立大和田南小学校 | 八千代市立大和田中学校 |
| 高津           | 258～261番地、271～271番地、273番地 1292～1302番地、1361～1366番地 1373～1376番地、1383～1386番地 1450～1804番地 | 八千代市立大和田南小学校 | 八千代市立八千代中学校 |
| 高津           | 1276～1291番地 | 八千代市立大和田南小学校 | 八千代市立東高津中学校 |
| 高津           | 1～257番地、263番地、265番地1～266番地 282番地～282番地1、282番地3～287番地 299番地2・6～8・16～17・21～50・57～101 299番地106～112・117～125・130～134 299番地137～138・149・153・189・195 299番地199～201・202〜203 300番地～491番地2、491番地4、492～496番地 497番地、498番地2～3、660番地、661番地2～3 675番地～675番地2、697番地、699～738番地 821～826番地、857番地                              | 八千代市立南高津小学校   | 八千代市立東高津中学校 |
| 高津団地１街区 | 全域 | 八千代市立高津小学校     | 八千代市立高津中学校   |
| 高津団地２街区 | 全域 | 八千代市立高津小学校     | 八千代市立高津中学校   |
| 高津団地３街区 | 全域 | 八千代市立南高津小学校   | 八千代市立東高津中学校 |
| 高津団地５街区 | 全域 | 八千代市立西高津小学校   | 八千代市立高津中学校   |
| 高津団地６街区 | 全域 | 八千代市立西高津小学校   | 八千代市立高津中学校   |
| 高津団地７街区 | 全域 | 八千代市立西高津小学校   | 八千代市立高津中学校   |

### 高津東
| 丁目         | 番地           | 小学校                     | 中学校                 |
| ------------ | -------------- | -------------------------- | ---------------------- |
| 高津東一丁目 | 2〜5番地       | 八千代市立南高津小学校     | 八千代市立東高津中学校 |
| 高津東一丁目 | その他         | 八千代市立八千代台西小学校 | 八千代市立八千代中学校 |
| 高津東二丁目 | 1番地 5〜7番地 | 八千代市立大和田南小学校   | 八千代市立八千代中学校 |
| 高津東二丁目 | 12〜13番地     | 八千代市立大和田南小学校   | 八千代市立大和田中学校 |
| 高津東二丁目 | その他         | 八千代市立高津小学校       | 八千代市立東高津中学校 |
| 高津東三丁目 | 9〜12番地      | 八千代市立大和田南小学校   | 八千代市立大和田中学校 |
| 高津東三丁目 | その他         | 八千代市立大和田南小学校   | 八千代市立八千代中学校 |
| 高津東四丁目 | 全域           | 八千代市立大和田南小学校   | 八千代市立八千代中学校 |

## 交通
- 最寄駅は京成本線八千代台駅・京成大和田駅、東葉高速鉄道東葉高速線八千代緑が丘駅である。
- 当地域を東洋バスが八千代台駅・八千代緑が丘駅・八千代中央駅へ走っていて、高津団地などを経由する。
- 千葉県道262号幕張八千代線が走っている他、国道296号にも近い。

## 近隣地名
- 緑が丘 (八千代市)
- 大和田新田
- 大和田 (八千代市)
- 八千代台北
- 習志野市東習志野
- 船橋市習志野

## 施設
高津団地などは大和田新田にまたがっている他、八千代市役所高津支所は大和田新田あったが
現在は廃止され高津団地の商店街に高津連絡所がある
- 陸上自衛隊習志野駐屯地習志野演習場
- 八千代高津郵便局
- 高津団地
- 八千代市立高津中学校
- 八千代市立東高津中学校
- 八千代市立高津小学校
- 八千代市立西高津小学校
- 八千代市立南高津小学校
- 八千代富士幼稚園
- 高津南保育園
- 高津小鳥の森
- 観音寺（高津観音）

## 文化

### 伝統料理
- 高津の鶏めし - 醤油で煮た鶏肉をご飯とまぜるだけのシンプルな料理で、八朔や安産祈願の時に食べられていた[10]。